# Matematická informatika
Matematická informatika (anglicky computer science, odtud též počítačová věda) je vědní obor, který se zabývá metodami zpracování informací a prostředky, které k tomu lze používat. Oblast jejího zájmu sahá od teoretického studia vlastností informace, algoritmů, jazyků a výpočetních a informačních procesů až po praktické otázky implementace výpočetních systémů z hlediska softwaru i hardwaru.

## Charakteristika
Současný výzkum se věnuje zlepšení komunikace mezi člověkem a počítačem a zefektivnění způsobů tvorby, použití a hledání informací.
Computer science is no more about computers than astronomy is about telescopes.
Matematická informatika se nezabývá počítači o nic více než astronomie dalekohledy.
- Edsger Dijkstra, informatik
Computer science is not as old as physics; it lags by a couple of hundred years. However, this does not mean that there is significantly less on the computer scientist's plate than on the physicist's: younger it may be, but it has had a far more intense upbringing!
Matematická informatika není tak stará jako fyzika, pár set let za ní zaostává. To však neznamená, že si informatici naložili menší sousto než fyzici: matematická informatika je možná mladší, ale prošla mnohem intenzivnějším vývojem.
- Richard Feynman, fyzik

## Historie

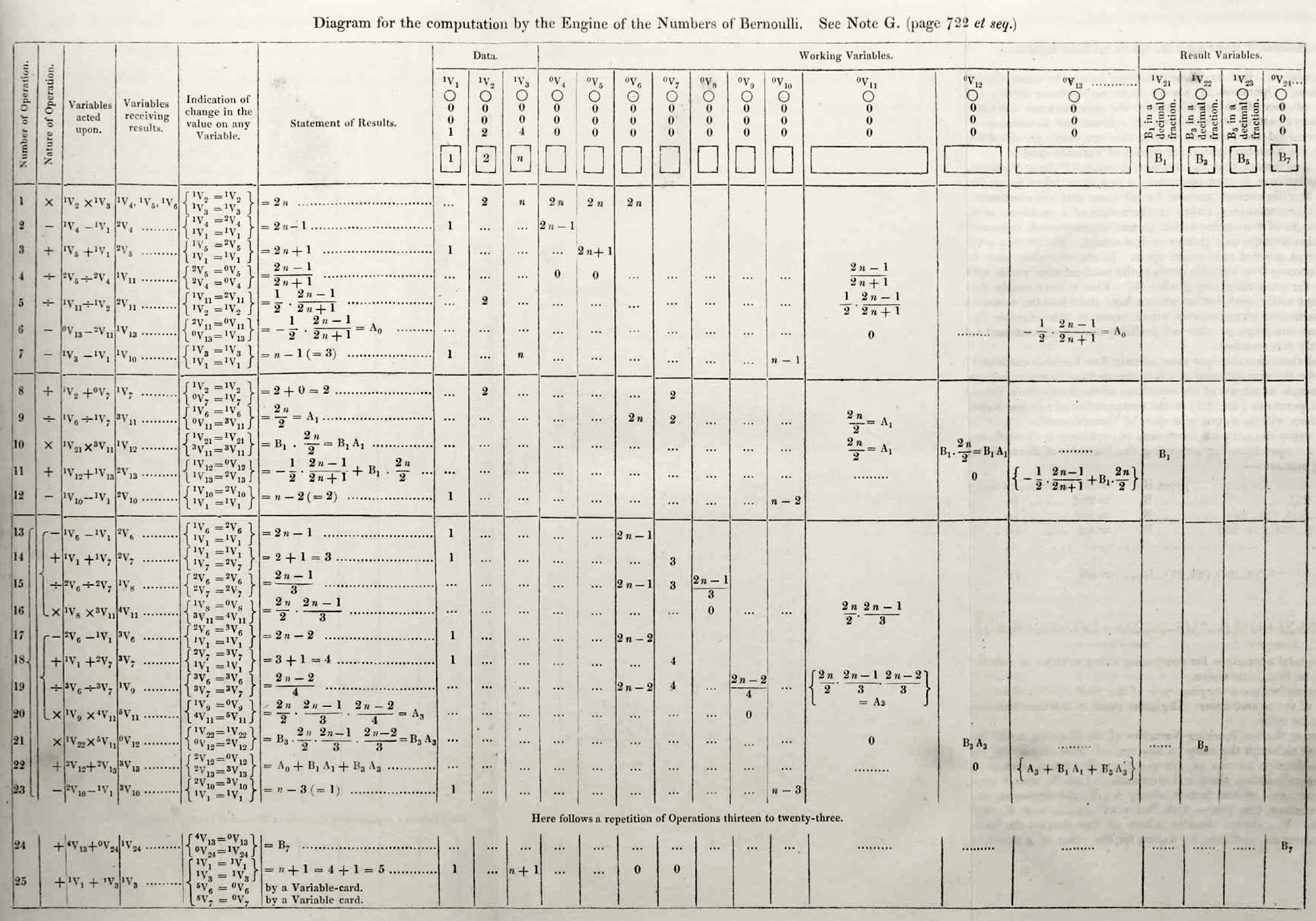
Tabulka převzatá z „poznámky G“ od Ady Lovelace, která je považována za první publikovaný algoritmus pro počítač

Počátky matematické informatiky jsou spojeny s pokusy navrhnout a sestrojit stroje, které můžeme považovat za předchůdce dnešních číslicových počítačů. Stroje pro řešení numerických úloh, jako jsou počítadla, existují již od starověku. V roce 1623 navrhl Wilhelm Schickard první mechanickou kalkulačku, ale její stavbu nedokončil. První funkční mechanickou kalkulačku navrhl a vyrobil Blaise Pascal v roce 1642. V první polovině 19. století, ve viktoriánských časech, navrhl Charles Babbage diferenční stroj a univerzální analytický stroj, a Ada Lovelace napsala návody pro tyto stroje – Poznámky k Analytickému stroji. V nich popsala vůbec první algoritmus určený k provedení na počítači. Díky této práci je považována za prvního programátora na světě, ovšem nejstarší popis algoritmu pochází ze Sumeru z doby okolo roku 2500 před naším letopočtem.
Okolo roku 1900 se začaly používat děrné štítky pro záznam informací pro jejich strojové zpracování na tabelačních strojích. První univerzální stroje na zpracování informací byly sestrojeny ve 40. letech 20. století. Brzy se ukázalo, že počítače lze používat i pro jiné oblasti zpracování informací než pro matematické výpočty, což vedlo v padesátých a šedesátých letech 20. století ke vzniku matematické informatiky jako vědního oboru. První studijní program v oboru matematická informatika byl ve Spojených státech otevřen v roce 1962 na Purdue University.

## Odvětví matematické informatiky
- Teorie výpočetní složitosti
- Teorie vyčíslitelnosti
- Teorie informace
- Teorie kódování
- Algoritmy a datové struktury
- Teorie programovacích jazyků

### Aplikované obory
- Umělá inteligence
- Architektura počítačů
- Počítačová grafika
- Počítačová bezpečnost
- Teoretická informatika
- Databázové systémy
- Softwarové inženýrství